# Frängstjärnen, Härjedalen
Frängstjärnen är en sjö i Härjedalens kommun i Härjedalen och ingår i Ljusnans huvudavrinningsområde.